# Ngablak (Srumbung)
Ngablak is een bestuurslaag in het regentschap Magelang van de provincie Midden-Java, Indonesië. Ngablak telt 2228 inwoners (volkstelling 2010).